# Митрополит црногорско-приморски Висарион
Висарион Љубиша (Свети Стефан, 14. јануар 1823 — Цетиње, 14. април 1884) je био митрополит црногорско-приморски Српске православне цркве од 1882. до 1884. године.
Рођен је 1823. године у селу Свети Стефан у племену Паштровића. Изгубио оца, који је био морнар, као и многи од његових сународника, када је имао само три године. Када је достигао школски узраст, мајка га је послала код његовог деде, игумана Саве Љубише, у манастир Прасквицу. Завршио је основну школу у Рисну а затим православну свештеничку школу у Шибенику, која је у 1841. уздигнута на ранг богословије.

## Монаштво
Након што је завршио студије у 1844. враћа се у манастир Прасквицу, где се замонашио и постао јеромонах. Након тога, радио је као учитељ у манастирским школама у Прасквици, Подластви, Подмаинама, Режевићима и Савини. Године 1858. постављен је свештеника и учитеља у Перасту, a 22. марта 1863. постао је морачки архимандрит.
Године 1867. по смрти игумана Ђорђа Сандића Морачанинa  изабран је за игумана манастира Мораче, а две године касније за игумана Цетињског манастира и професора на новоотвореној Цетињској богословији.
Од 1872. до 1875. био је ректор Цетињске богословије. У црногорско-турском рату 1876—1878, именован је за свештеника генералштаба.
Године 1876. изабран је за првог председника новооснованог Црвеног крста у Црној Гори. Од 8. септембра 1878. посвећен је за епископа обновљене Захумско-рашке епископије, основане на ослобођеним територијама Црне Горе. Седиште епархије је било у манастиру Острог који је за те потребе преуређен и дограђен.

### Митрополит
После смрти митрополита Илариона Рогановића, Љубиша постаје митрополит црногорско-приморски 6. новембра 1882. Отприлике у исто време, формира се Министарство просвете Црне Горе и Љубиша, као искусни педагог и организатор, постаје њен први министар. Као митрополит ревносно се старао о реформи црквено-просветног живота у својој области, и желео је да у своју митрополију уведе ред и управу, по угледу на уређење тадашње српске цркве у Далмацији, али га је смрт у томе омела.
Умро је од туберкулозе 1884. године. Сахрањен је у дворишту Влашке цркве у Цетињу.

## Занимљивости
- Висарион је био близак рођак познатог писца Стјепан Митров Љубише
- Био је кључни помоћник Валтазара Богишића у прикупљању материјала за писање црногорског обичајног права.